# علاقة الطبيب بالمريض
تتشكل العلاقة بين الطبيب والمريض عندما يلبي الطبيب الاحتياجات الطبية للمريض، وتحدث هذه العملية عادة في جو تسوده الموافقة. تُبنى هذه العلاقة على الثقة والاحترام والتواصل والتفاهم المشترك بين الطبيب والمريض. الثقة في هذه العلاقة متبادلة، فالطبيب يثق بأن المريض سيكشف عن أي معلومات قد تكون ذات صلة بالحالة، ويثق المريض بدوره في الطبيب بأنه سيحترم خصوصيته ولن يكشف عن هذه المعلومات لأطراف خارجية. ومن الديناميكيات الخاصة لهذه العلاقة أن الطبيب ملزم بقسم لاتباع إرشادات أخلاقية معينة (قسم أبقراط) في حين أن المريض ليس كذلك. من المهم أن تتذكر أن العلاقة بين الطبيب والمريض هي جزء أساسي من الرعاية الصحية وممارسة الطب. وصحة العلاقة بين الطبيب والمريض ضرورية للحفاظ على جودة عالية للرعاية الصحية ولضمان الأداء الأفضل لعمل الطبيب. في الآونة الأخيرة، أصبحت الرعاية الصحية أكثر تركيزًا على المريض مما أدى إلى ظهور ديناميكية جديدة لهذه العلاقة القديمة.

## الأهمية

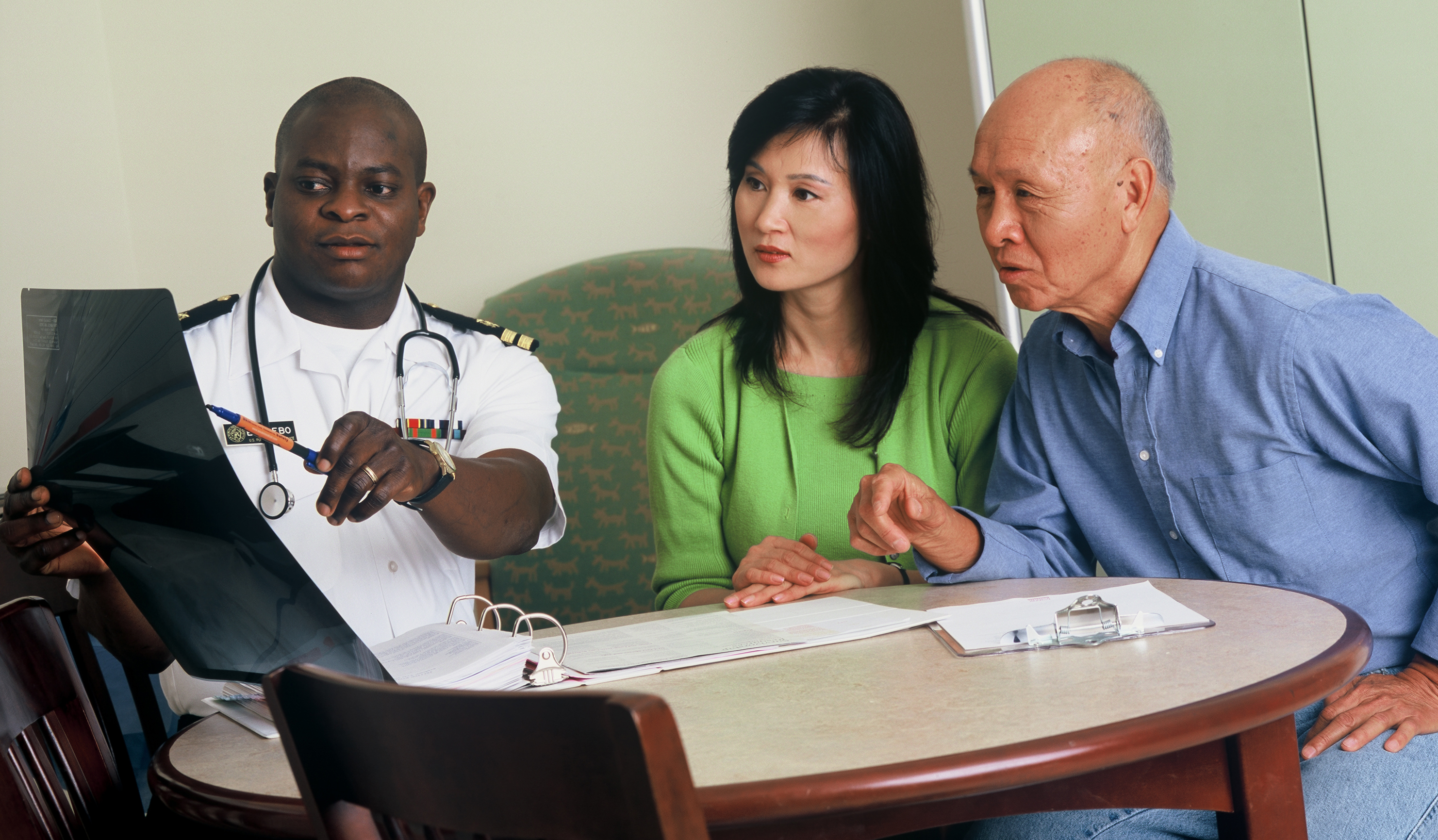
طبيب يشرحُ الأشعة السينية للمريض.

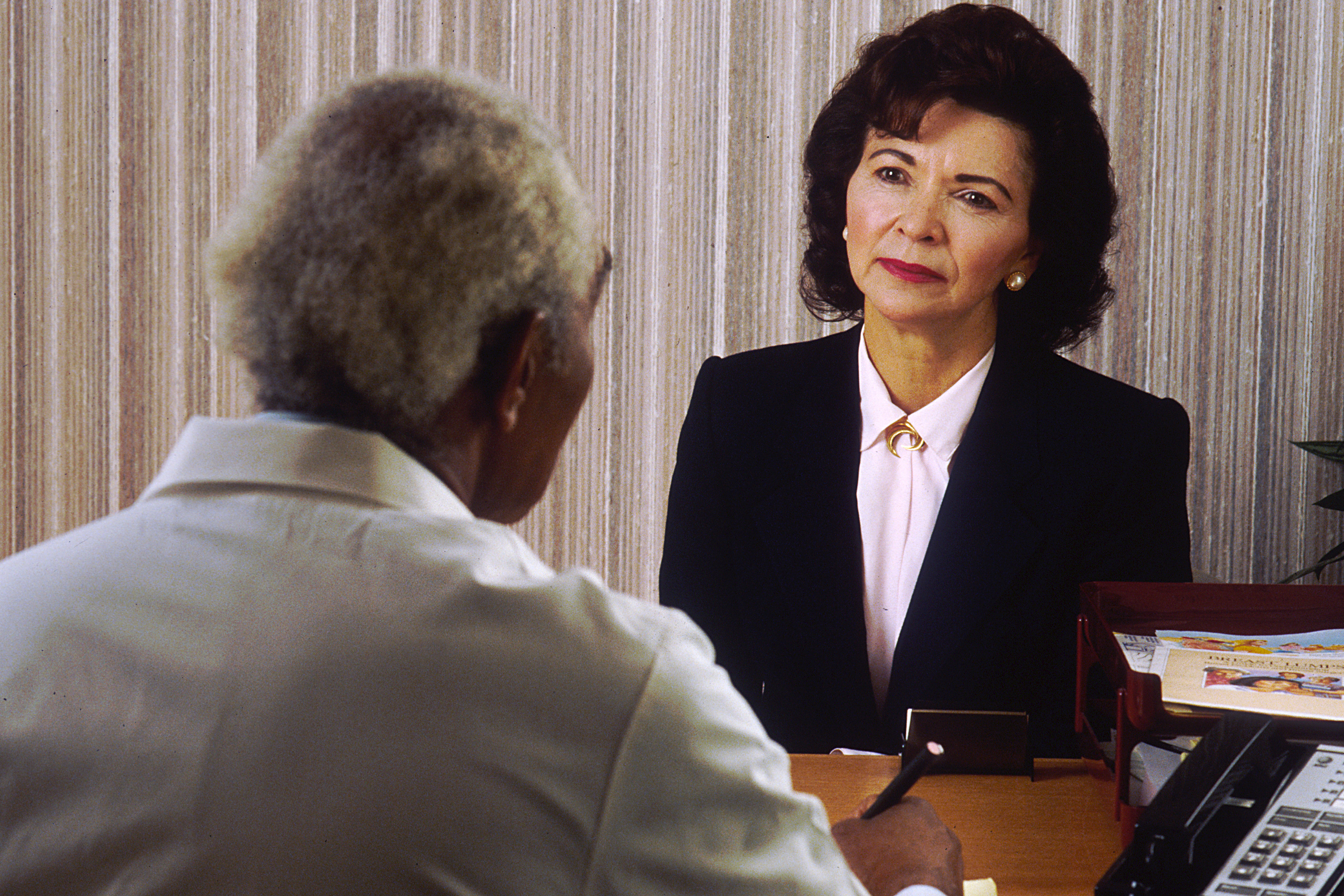
طبيب يقدم استشارة طبية لهذا المريض.

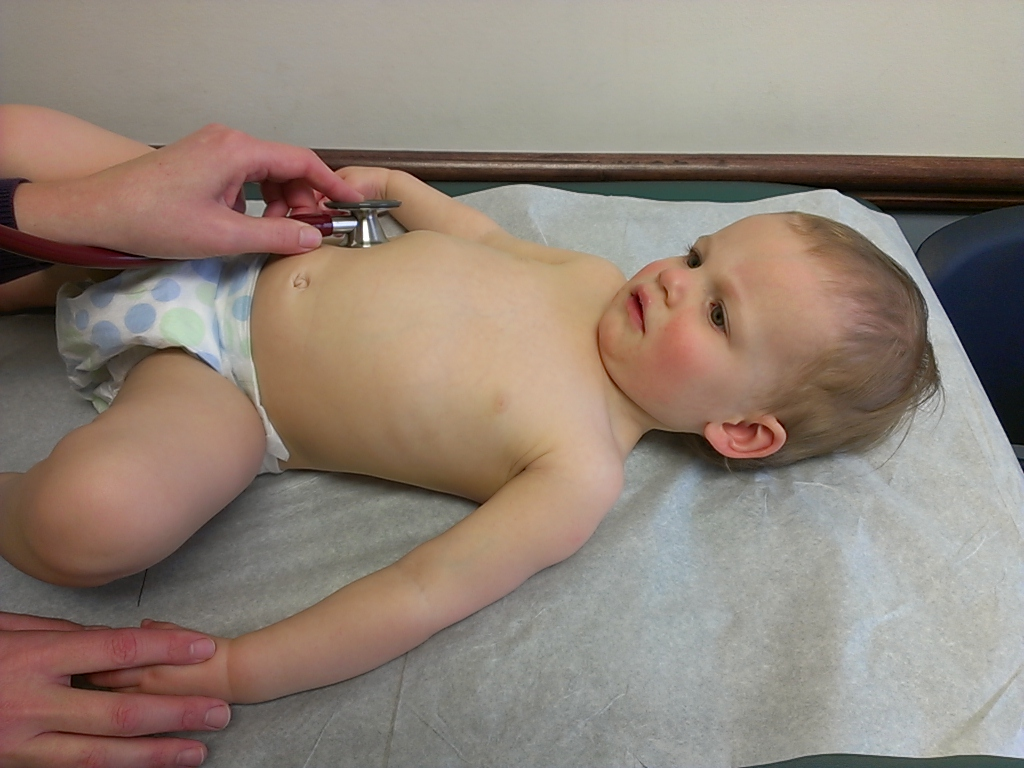
يقوم الطبيب بإجراء فحص بدني قياسي لرضيع.

يجب أن يثق المريض في كفاءة طبيبه وأن يشعر أن بإمكانه الوثوق به أو بها. بالنسبة لغالبية الأطباء، فإن إقامة علاقة طيبة مع المريض تعتبر أمرًا مهمًا. فبعض التخصصات الطبية مثل الطب النفسي وطب الأسرة تؤكد على أهمية العلاقة بين الطبيب والمريض أكثر من غيرها مثل علم الأمراض أو الطب الإشعاعي.
إن جودة العلاقة بين الطبيب والمريض مهمة لكلا الطرفين. فكلما كانت العلاقة أفضل من ناحية الاحترام المتبادل والمعرفة والثقة والقيم المشتركة ووجهات النظر حول المرض والحياة والوقت المتاح، تحسنت كمية وجودة المعلومات المرتبطة بالحالة المرضية للمريض والتي تنتقل في كلا الاتجاهين؛ مما يعمل على تعزيز دقة التشخيص وزيادة معرفة المريض حول حالته المرضية. أما عندما تكون هذه العلاقة ضعيفة، فإن قدرة الطبيب على إجراء تقييم كامل تكون معرضة للخطر ويصبح المريض أكثر عرضة لفقد الثقة في التشخيص والعلاج المقترح، مما يؤدي إلى انخفاض الامتثال لاتباع النصيحة الطبية بشكل فعلي. ففي هذه الظروف وأيضًا في حالة وجود اختلاف حقيقي بين الآراء الطبية، فربما يتطلب الأمر الحصول على رأي آخر من طبيب آخر أو قد يختار المريض الذهاب إلى طبيب آخر.
احتل مايكل بالينت (Michael Balint) مكانة رائدة في دراسة العلاقة بين الطبيب والمريض بالمملكة المتحدة بالتعاون مع زوجته إنيد بالينت (Enid Balint) التي انتهت بنشر الكتاب المبتكر «الطبيب والمريض والمرض» (The Doctor, His Patient and the Illness). وقد استمرت أعمال بالينت من خلال جمعية بالينت الأمريكية بالولايات المتحدة لأمريكية واتحاد بالينت الدولي والجمعيات الدولية الأخرى التابعة لبالينت بدول أخرى.

## جوانب العلاقة

### أسلوب تواصل الطبيب
يعد أسلوب تواصل الطبيب أمرًا بالغ الأهمية لجودة وقوة العلاقة بين الطبيب والمريض. ثبت أن التواصل المتمحور حول المريض، والذي يتضمن طرح أسئلة مفتوحة، والتصرفات الدافئة، وتشجيع التعبير العاطفي، وإظهار الاهتمام بحياة المريض، يؤثر بشكل إيجابي على العلاقة بين الطبيب والمريض. ثبت أيضًا أن هذا النوع من الاتصال يقلل من المواقف أو الافتراضات السلبية الأخرى التي قد تكون لدى المريض حول الأطباء أو الرعاية الصحية ككل، وثبت أنه يحسن الامتثال للعلاج. الإفصاح عن الذات من قبل الطبيب هو شكل آخر من أشكال الاتصال المفيدة للعلاقة بين المريض ومقدم الرعاية الصحية. من الناحية التاريخية، كانت المؤسسات التعليمية الطبية تثني الأطباء عن الكشف عن المعلومات الشخصية أو العاطفية للمرضى، وتُعطي الأولوية للحياد والاحترافية. ومع ذلك، فقد ثبت أن الإفصاح عن الذات من قبل الأطباء يزيد من الوئام وثقة المريض وعزمه على الكشف عن المعلومات ورغبة المريض في الاستمرار مع الطبيب. وقد ثبت أن هذه التأثيرات مرتبطة بالتعاطف، وهو بُعد مهم آخر غالبًا ما يُقلَّل من التأكيد عليه أثناء تدريب الأطباء. قد تحدد أيضًا استجابة الطبيب للتعبير العاطفي من قبل مريضه جودة العلاقة بينهما، والتأثير على مدى راحة المرضى في مناقشة القضايا أو المشاعر أو المعلومات الحساسة التي قد تكون حاسمة في التشخيص أو الرعاية. ثبت أن أنماط الاستجابة الأكثر سلبية وحيادية والتي تسمح للمرضى بالتعبير عن مشاعرهم بتفصيل أكبر أكثر فائدة للمرضى وتجعلهم يشعرون بمزيد من الراحة. قد يؤدي تجنب الطبيب أو رفضه التعبير العاطفي للمريض إلى تثبيط المريض عن الانفتاح، وقد يكون ضارًا بعلاقته بمزود الرعاية الصحية.

## سلوك المريض
يؤثر سلوك المريض على العلاقة بين الطبيب والمريض. قد يؤدي السلوك الفظ أو العدواني من قبل المرضى أو أفراد أسرهم أيضًا إلى تشتيت انتباه المتخصصين في الرعاية الصحية وجعلهم أقل فاعلية، أو يزيدون من احتمال ارتكاب أخطاء أثناء أي إجراء طبي. يوجد ضغط على الطاقم الطبي عند التعامل مع المواقف في أي مكان للرعاية الصحية للقيام بعملهم بفعالية. وبما أنه قد تؤثر العديد من العوامل على كيفية إنجاز عمل الطاقم الطبي، يمكن للمرضى الوقحين والمواقف غير المريحة أن تلعب دورًا كبيرًا في ذلك. يثبت البحث الذي أجراه الطبيب بيت هامبورغر، العميد المشارك للبحوث في جامعة تل أبيب هذه الحقيقة. أظهر بحثه أن المواقف الوقحة والقاسية التي تظهر تجاه الطاقم الطبي قللت من قدرتهم على القيام بفعالية ببعض مهامهم الأبسط والأكثر إجرائية. من المهم التركيز على هذا الموضوع لأنه في حال لم يؤد الطاقم الطبي مهامه بشكل كاف أثناء الإجراءات البسيطة، ستضعف قدرتهم على العمل بفعالية في الظروف الحرجة أيضًا. ففي حين أنه من المفهوم تمامًا أن المرضى يمرون بوقت عصيب للغاية، وأن تعبهم يتفاقم بسبب الإجهاد الناتج عن عوامل خارجية وداخلية أخرى، من المهم أيضًا أن يتوخى الأطباء والطاقم الطبي الحذر من المواقف الوقحة التي قد تحدث معهم.

## المشكلات
ربما تعقد المشكلات التالية أو تؤثر سلبيًا على علاقة الطبيب بالمريض إذا لم تؤخذ جيدًا بعين الاعتبار.

### أفضلية الطبيب
ربما يُنظر إلى الطبيب باعتبار أنه أرفع منزلة من المريض لأن الطبيب لديه المعرفة وشهادات الاعتماد وغالبًا ما يكون هو الشخص الذي لديه دراية بأوضاع المريض.
كما تتعقد العلاقة بين الطبيب والمريض بسبب معاناة المريض (مريض مشتقة من اللفظ اللاتيني patior «معاناة») وقدرته المحدودة على التعافي بالاعتماد على ذاته/ذاتها ويحتمل أن يؤدي هذا إلى حالة من اليأس والاعتماد على الطبيب.
فأقل ما يجب على الطبيب أن يكون على وعي بهذه التفاوتات من أجل إقامة علاقة طيبة وتحسين التواصل مع المريض إلى أقصى درجة. وربما يكون من المفيد بدرجة أكبر للعلاقة بين الطبيب والمريض أن يكون بها نوعًا من الرعاية المشتركة مع تمكين المريض من تحمل قدر كبير من المسؤولية تجاه رعايته أو رعايتها.

### تحقيق الفائدة أو إرضاء المريض
ربما ينشأ مأزق في المواقف التي يؤدي فيها تحديد أفضل العلاجات فاعلية أو مواجهة رفض العلاج إلى حالة من عدم الاتفاق بين الطبيب والمريض للعديد من الأسباب. وفي مثل هذه الحالات، يحتاج الطبيب إلى إستراتيجيات لعرض خيارات العلاج غير المفضلة أو المعلومات غير المرحب بها بطريقة تقلل من الضغط على العلاقة بين الطبيب والمريض في الوقت الذي تفيد فيه الصحة الجسدية الإجمالية للمريض وتحقق أفضل الفوائد.

### الصراحة والموافقة القائمة على الاطلاع
بمرور الوقت، تغيرت الطريقة التي يجب أن ينتهجها الأطباء لتقديم معلومات حول حالة المريض إلى المريض. حيث حدث انتقال من مبدأ الأبوية أو «الطبيب يعرف أكثر» إلى فكرة أن المرضى يجب أن يكون لديهم خيار في توفير الرعاية التي يحصلون عليها وأن يُمنحوا الحق في تقديم موافقة قائمة على الاطلاع على الإجراءات الطبية. قد تكون هناك مشكلات متعلقة بكيفية الحصول على الموافقة القائمة على الاطلاع في إطار العلاقة بين الطبيب والمريض، على سبيل المثال مع المرضى الذي لا يريدون معرفة حقيقة حالتهم. ثمة اعتبارات أخلاقية مرتبطة باستخدام الدواء الوهمي وإذا ما كان إعطاء الدواء الوهمي يؤدي إلى تقويض الثقة بين الطبيب والمريض أم لا وما إذا كان خداع المريض لمصلحته الشخصية أمرًا متماشيًا مع العلاقة بين الطبيب والمريض التي يسودها الاحترام وتعتمد على الموافقة أم لا.

### الرسمية وغير الرسمية
قد تكون هناك اختلافات في الآراء بين الطبيب والمريض في الكيفية التي يجب أن تكون عليها العلاقة بين الطبيب والمريض سواءً كانت رسمية أم غير رسمية.
على سبيل المثال، فطبقًا لدراسة أسكتلندية، يريد المرضى مناداتهم بالاسم الأول أكثر من التعامل معهم باعتبارهم حالة كما هو الوضع حاليًا. وفي هذه الدراسة، كان معظم المرضى (223 شخصًا) يرغبون في أو لم يرفضوا (175 شخصًا) مناداتهم بأسمائهم الأولى. وقد رفض ذلك 77 شخصًا فقط ومعظمهم تجاوزت أعمارهم 65 عامًا. وعلى الجانب الآخر، فإن معظم المرضى لا يحبون مناداة الطبيب باسمه الأول.
إن بعض الألفة مع الطبيب بصورة عامة تجعل الحديث عن موضوعات خصوصية مثل الأمور الجنسية أمرًا أكثر سهولة بالنسبة للمرضى، ولكن بالنسبة لبعض المرضى فإن الدرجة العالية من الألفة ربما تمنع المريض من الكشف عن هذه الموضوعات الخصوصية.

### الرعاية الانتقالية
ربما تؤدي انتقالات المرضى بين ممارسي الرعاية الصحية إلى التقليل من جودة الرعاية في الوقت الذي تستغرقه لإعادة إقامة علاقات جيدة بين الطبيب والمريض. فبصورة عامة، تصبح العلاقة بين الطبيب والمريض أكثر سهولة من خلال استمرار الرعاية من ناحية طاقم العمل المعالج. قد يتطلب الأمر إستراتيجيات خاصة نحو الرعاية المتكاملة حيث يشترك العديد من مقدمي الرعاية الصحية ويشمل ذلك التكامل الأفقي (الربط بين مستويات الرعاية المماثلة؛ على سبيل المثال الفرق متعددة التخصصات) والتكامل الرأسي (الربط بين مستويات مختلفة من الرعاية؛ على سبيل المثال الرعاية الأولية والثانوية والثلاثية).

### حضور أشخاص آخرين
من أمثلة احتمالية تأثير حضور أشخاص آخرين في مقابلة الطبيب والمريض على تواصلهما حضور أحد الأبوين أو أكثر أثناء زيارة القاصر للطبيب. فيمكن أن يقدموا الدعم النفسي للمريض ولكن في بعض الحالات ربما تؤثر بالسلب على الثقة بين الطبيب والمريض وتمنع المريض من الكشف عن الأمور غير المريحة أو الشخصية.
عند زيارة أي مقدم رعاية صحية لعلاج مشكلات جنسية، فإن حضور الشريكين من الزوجين غالبًا ما يكون أمرًا ضروريًا ويعتبر في العادة أمرًا جيدًا إلا أنه قد يمنع من الكشف عن أمور محددة وطبقًا لأحد التقارير فإنه يزيد من مستوى الضغط.

## سلوك الطبيب في وجود المريض
إن السلوك الجيد للطبيب في وجود المريض يعتبر في العادة أمرًا يطمئن المريض ويريحه مع الحفاظ على مبدأ الصدق في التشخيص. فالنبرات الصوتية ولغة الجسد والانفتاح والحضور والكتمان في أي موقف ربما تؤثر جميعها على سلوك الطبيب في وجود المريض. أما السلوك السيئ للطبيب في وجود المريض فتترك المريض وهو يشعر بعدم الرضا أو القلق أو الخوف أو الوحدة. ويصبح سلوك الطبيب في وجود المريض أمرًا صعبًا عندما يجب على أخصائي الرعاية الصحية شرح تشخيص غير محبوب للمريض، في الوقت الذي يحافظ فيه على عدم إزعاج المريض.
ومن الأمثلة على كيفية تأثير لغة الجسد على إدراك المريض للرعاية أن الوقت الذي يقضيه الطبيب مع المريض في قسم الطوارىء ينظر إليه باعتباره أكثر طولاً إذا كان الطبيب جالسًا أثناء المقابلة.

### أمثلة من القصص
- الطبيب جريج هاوس (المتعلق بالعرض هاوس) يقوم بسلوكيات قاسية خشنة في وجود المريض. ورغم ذلك، فهذا امتداد لشخصيته الطبيعية.
- في مسلسل غرايز أناتومي، نجد أن الطبيب بيرك يمدح الطبيب جورج أومالي من حيث قدرته على رعاية طفل الطبيب «بايلي» قائلًا «إن الأمر يتعلق بالسلوك الجيد للطبيب في وجود المريض.»
- الطبيب «مارتن» بمسلسل دوك مارتن بالتلفزيون البريطاني يعتبر مثالًا جيدًا لطبيب ينتهج سلوكًا سيئًا في وجود المريض.
- في لوست، نجد أن هيرلي يخبر جاك شيبارد أن سلوكه في وجود المرضى «مقزز». وفي وقت متأخر من الحلقة طلب والد «جاك» منه أن يبث المزيد من الأمل في أقواله وهو ما يفعله أثناء إجراء عملية جراحية لزوجته المستقبلية. وتستمر التعليقات في حلقات أخرى من المسلسل عندما يقوم بينيامين لينوس بإخبار «جاك» بسخرية أن «سلوكه أثناء وجود المرضى يجعلهم بحاجة إلى شيء ما» بعد أن أعطاه «جاك» تشخيصًا سلبيًا قاسيًا.
- في كلوزر، نجد أن «لاري» الطبيب يخبر «آنا» في أول مرة التقيا فيها أنه مشهور بسلوكه كطبيب في وجود المرضى.
- في سكرابز، نجد أن جيه. دي يعتبر مثالًا جيدًا لطبيب ينتهج سلوكًا رائعًا في وجود المرضى، بينما يعتبر إيليوت ريد طبيبًا سيئ السلوك في وجود المرضى أو لا يعرف من الأصل كيفية اتباع سلوك جيد في وجود المرضى. د. كوكس هو مصدر مثير للتدمير، فأسلوبه يتسم بالقسوة والحدة رغم أنه لا يزال يحفز المرضى على القيام بأفضل ما لديهم للمساعدة في عملية العلاج، إنه يشبه رقيب الجيش المسؤول عن التدريبات. ومن الملحوظ أيضًا في هذا العرض أن أقصى وقت يحتاج الطبيب إلى قضائه في حضور المريض قبل أن يعرف كل شيء يريد معرفته هو 18 ثانية تقريبًا.
- وفي ستار تريك: فويجر، نجد أن الطبيب كثيرًا ما يمدح نفسه من أجل سلوكه الرائع في وجود المرضى والذي يقدمه بمساعدة كيس.
- وفي M*A*S*H، نجد أن هويكي بيرس وترابر جون مكلنتير وبي جيه هونيكت وشيرمان بوتر جميعهم لديه سلوك في وجود المرضى يتسم بالرعاية وروح الدعابة يهدف إلى مساعدة المرضى على التكيف مع الإصابات المصحوبة بجروح. تشارلز وينشستر في بادئ الأمر ليس لديه سلوك فعلي في وجود المرضى، فهو يمارس عمله بمهنية وانعزالية، حتى ساعدته المصاعب المرتبطة بعمله على الشعور بالتعاطف تجاه مرضاه. فرانك بيرنز ينتهج سلوكًا سيئًا في وجود المرضى، فدائمًا ما يقلل من خطورة إصابات مرضاه ويتهمهم بالجبن ويدفعهم إلى العودة لممارسة حياتهم الطبيعية.
- وفي استعراض فيلم باتش آدامز حول نوستالجيا كريتك، فإن الشخصية التي سمي العرض باسمها تقول «من الذي يمكن أن يتكلم بهذه الطريقة أمام أحد المرضى، حتى في تلك الأوقات؟ هذا يسمى سلوك الطبيب في وجود المريض.»